# NGC 4157
NGC 4157 је спирална галаксија у сазвежђу Велики медвед која се налази на NGC листи објеката дубоког неба.
Деклинација објекта је + 50° 29' 5" а ректасцензија 12h 11m 4,4s. Привидна величина (магнитуда) објекта NGC 4157 износи 11,3 а фотографска магнитуда 12,1. Налази се на удаљености од 18,616 милиона парсека од Сунца. NGC 4157 је још познат и под ознакама UGC 7183, MCG 9-20-106, CGCG 269-38, FGC 1380, IRAS 12085+5045, PGC 38795.